# Opus Dementiae – Per Speculum et in Aenigmate
Opus Dementiae — Per Speculum Et In Aenigmate — второй студийный полноформатный альбом итальянской группы Ensoph, вышедший в 2004 году.

## Об альбоме
Композиция Sophiaґs Fall, идущая под номером 10, представляет собой ремикс, сделанный участником группы Das Ich Bruno Kramm. В музыке, представленной на альбоме, можно услышать элементы блэк-метала, готик-метала, флейту, элементы индастриал музыки и этнические мотивы. Вокал на протяжении альбома варьируется от чистого до высокого скриминга, а также дисторшированного, шепчущего, и характерного для дарквейва, сравнимого с вокалом Анны Варни Кантодеа из Sopor Aeternus.

## Список композиций
1. Jaldabaoth At The Sprint Of Time 03:44
2. In The Flesh (Visione Della Passione) 04:55
3. Sophiaґs Fall 04:53
4. Faith Defeat 05:16
5. Salmo A Nessuno 04:37
6. White Lamb Seducer (40 Days & 40 Nights) 05:17
7. Lies Of The Mirror Which Lies Not 03:40
8. Sun Of The Liar 05:02
9. Proudly Divine (Ink & Mirrors & Empty Tomb) 04:16
10. Sophiaґs Fall (Sophies Welt RX by Bruno Kramm / Das Ich) 04:18